# دييغو إي. هرنانديز
دييغو إي. هرنانديز (بالإنجليزية: Diego E. Hernández)‏ هو ضابط أمريكي، ولد في 1930 في سان خوان في الولايات المتحدة، وتوفي في 7 يوليو 2017 في ميامي ليكس في الولايات المتحدة بسبب مرض باركنسون.